# Kunstjahr 1632
Liste der Kunstjahre

Kunstjahr 1632

Weitere Ereignisse
Dieser Artikel behandelt das Kunstjahr 1632.

## Ereignisse
Rembrandt van Rijn ist am 16. Januar bei einer Anatomievorlesung des Mediziners Nicolaes Tulp anwesend, bei der dieser die Leiche des hingerichteten Straßenräubers Adriaan Adriaanszoon obduziert. Im Laufe des Jahres vollendet er das Gemälde Die Anatomie des Dr. Tulp. 
Auf Vermittlung Constantijn Huygens erhält Rembrandt im gleichen Jahr von Statthalter Friedrich Heinrich den Auftrag für einen „Passionszyklus“, der ursprünglich die fünf Bilder Kreuzaufrichtung, Kreuzabnahme, Grablegung, Auferstehung und Himmelfahrt umfassen soll. 

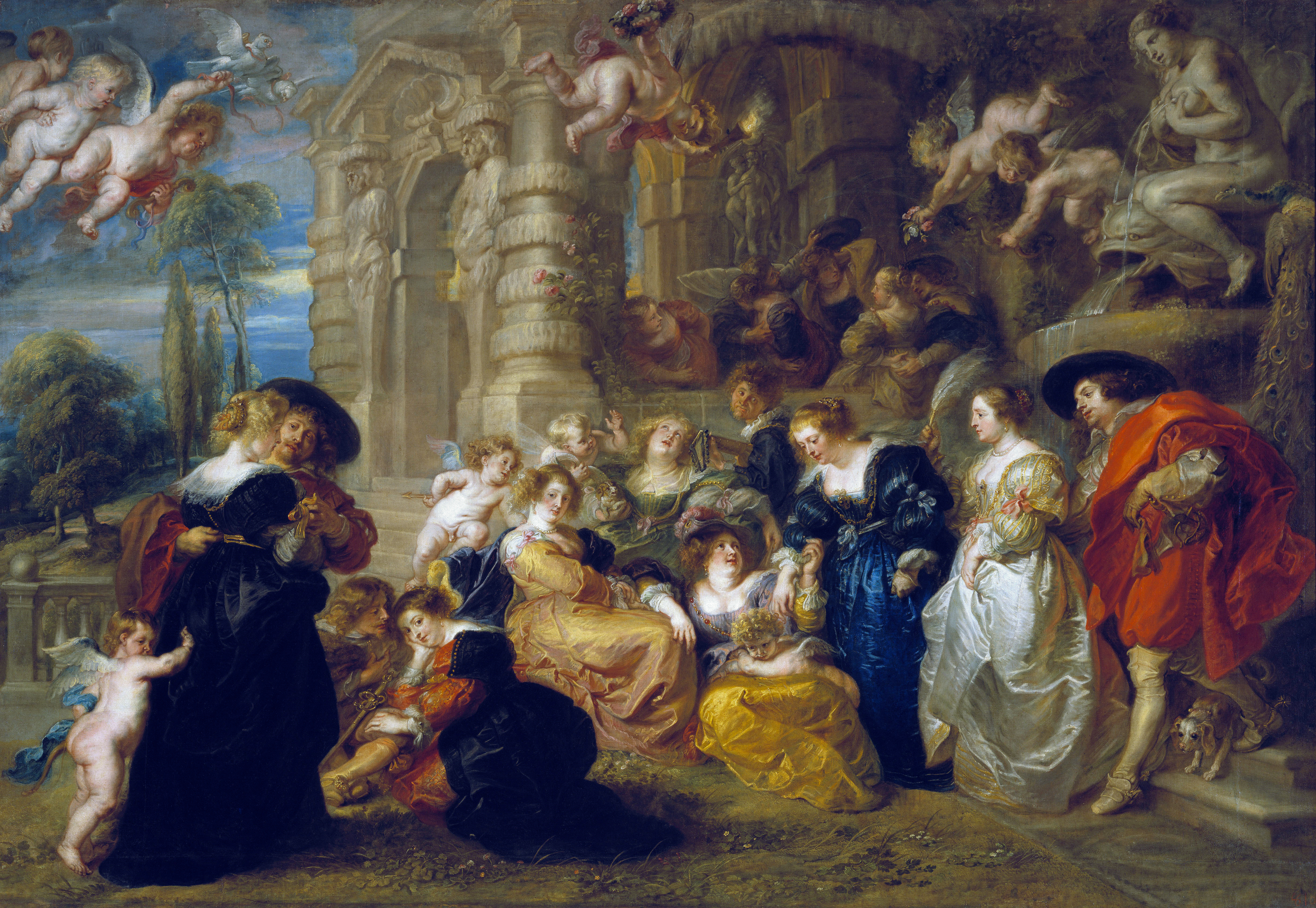
Peter Paul Rubens, Der Liebesgarten, Öl auf Leinwand

Der flämische Barockmaler Peter Paul Rubens malt um 1632 das Bild Der Liebesgarten. In dem mit Öl auf Leinwand gemalten Gemälde, das kein Auftragswerk ist, scheint Rubens sich und seine zweite Frau Helene Fourment mehrfach verewigt zu haben.

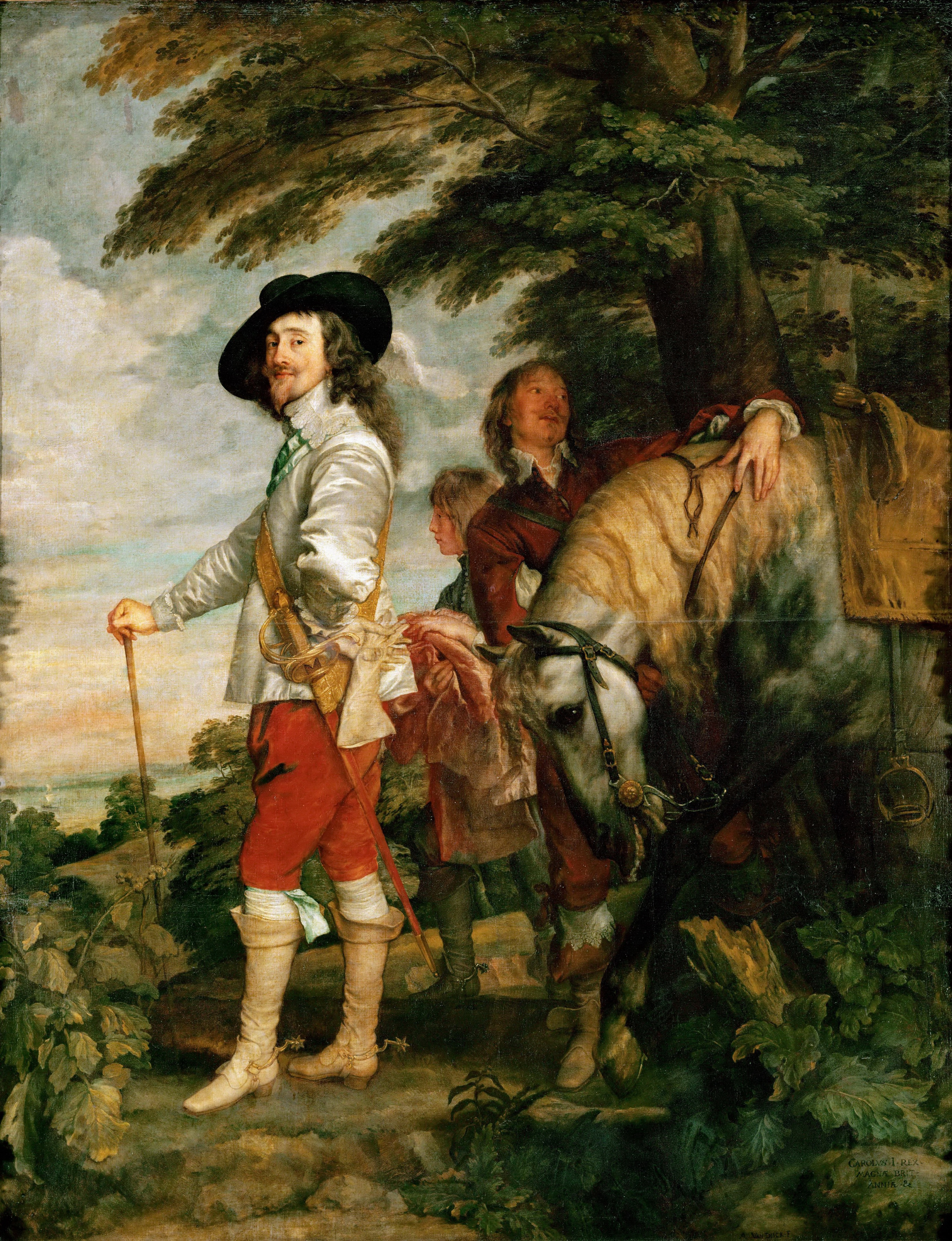
Van Dyck, Karl I. auf der Jagd, Öl auf Leinwand

Der flämische Maler Anthonis van Dyck übersiedelt nach London, wo er als Hofmaler und herausragender Porträtist für Charles I. arbeitet. Im selben Jahr erhebt ihn der König in den Adelsstand.

## Geboren
- 11. Januar (getauft): Adam Frans van der Meulen, flämischer Schlachten-, Genre- und Landschaftsmaler († 1690)
- 08. August (getauft): Johann Carl Loth, gen. Carlotto, deutscher Maler des Barock († 1698)
- 31. Oktober (getauft): Jan Vermeer, niederländischer Maler († 1675)

- Wang Hui, chinesischer Maler aus der Zeit der Qing-Dynastie und ein Anhänger der konservativen, die alten Meister nachahmenden, so genannten „orthodoxen Schule“ († 1717)

- 1631 oder 1632: Cornelis Pietersz. Bega, niederländischer Barock-Maler und Radierer († 1664)
- um 1632: Jan Wijnants, niederländischer Maler († 1684)

## Gestorben
- vor dem 25. Januar: Abraham Janssens van Nuyssen, niederländischer Maler (* 1567 oder 1573–75)
- 17. Juli: Hendrik van Balen d. Ä., niederländischer Maler (* um 1575)
- 19. August: Valentin de Boulogne, französischer Maler (* 1591)
- 03. September: Carlo Bononi, italienischer Maler (* 1569)
- 23. Oktober: Giovanni Battista Crespi, gen. Il Cerano, italienischer Maler, Bildhauer und Architekt des Spätmanierismus und ein führender Künstler seiner Zeit (* 1573)